# Lennox Gardens
Lennox Gardens est un square de Londres.

## Situation et accès
Il est situé dans le quartier de Knightsbridge. 
Les stations de métro les plus proches, quoiqu’assez éloignées, sont :
- Knightsbridge, où circulent les trains de la ligne  Piccadilly,

- Sloane Square, desservie par les lignes  Circle  District,

- South Kensington, où circulent les trains des lignes  Circle  District  Piccadilly.

## Origine du nom

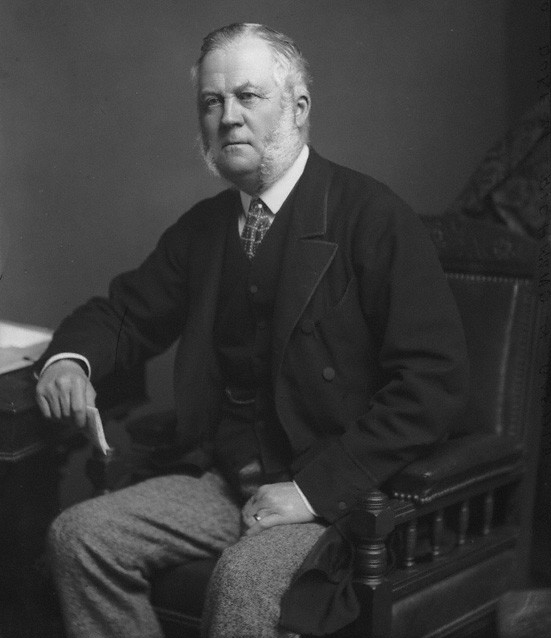
Charles Lennox.

Le nom évoque la mémoire de Charles Lennox, 6e duc de Richmond .

## Historique
Les maisons entourant les jardins ont été construites vers 1886 dans le cadre du développement du Smith's Charity Estate.

## Aujourd'hui
Il s’agit de l'un des squares les plus chers de Knightsbridge. Une maison peut s'y vendre jusqu’à 40 millions de £. En 2018, le prix moyen d'une propriété à Lennox Gardens s'élève à 2,2 millions de livres sterling.

## Bâtiments remarquables et lieux de mémoire

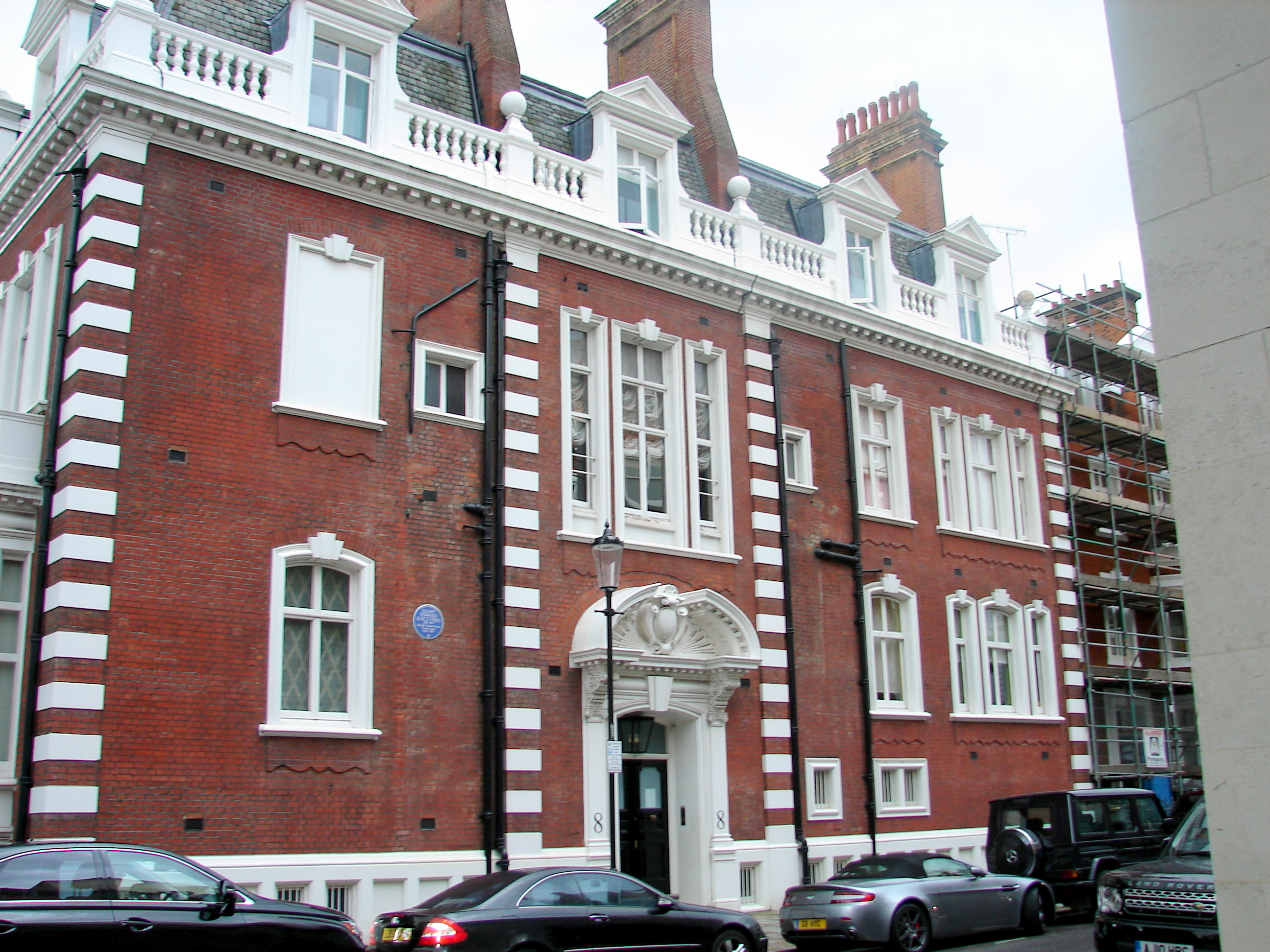
Maison du comte Raczynski

Les numéros 1, 3 et 5, et 2, 4 et 6, à l'extrémité nord de Lennox Gardens, de l'autre côté du croisement avec Walton Street, sont classés en grade II figurant sur la liste du patrimoine national de l'Angleterre, de même que le numéro 8 à l'arrière de St Columba's Church. 
Le côté est de l'église fait face à l'entrée de Lennox Gardens à partir de Pont Street. 
Une partie des jardins de Lennox sont également classés en grade II.
- No 8 : maison de comte Edward Raczynski, homme d'État polonais, qui a vécu à cette adresse de 1967 à 1993, comme le signale une plaque bleue en façade.

- No 25 : maison conçue par George Devey pour Samuel Juler Wyand ; elle fait partie de la collection de la British Architectural Library[4].

## Personnalités

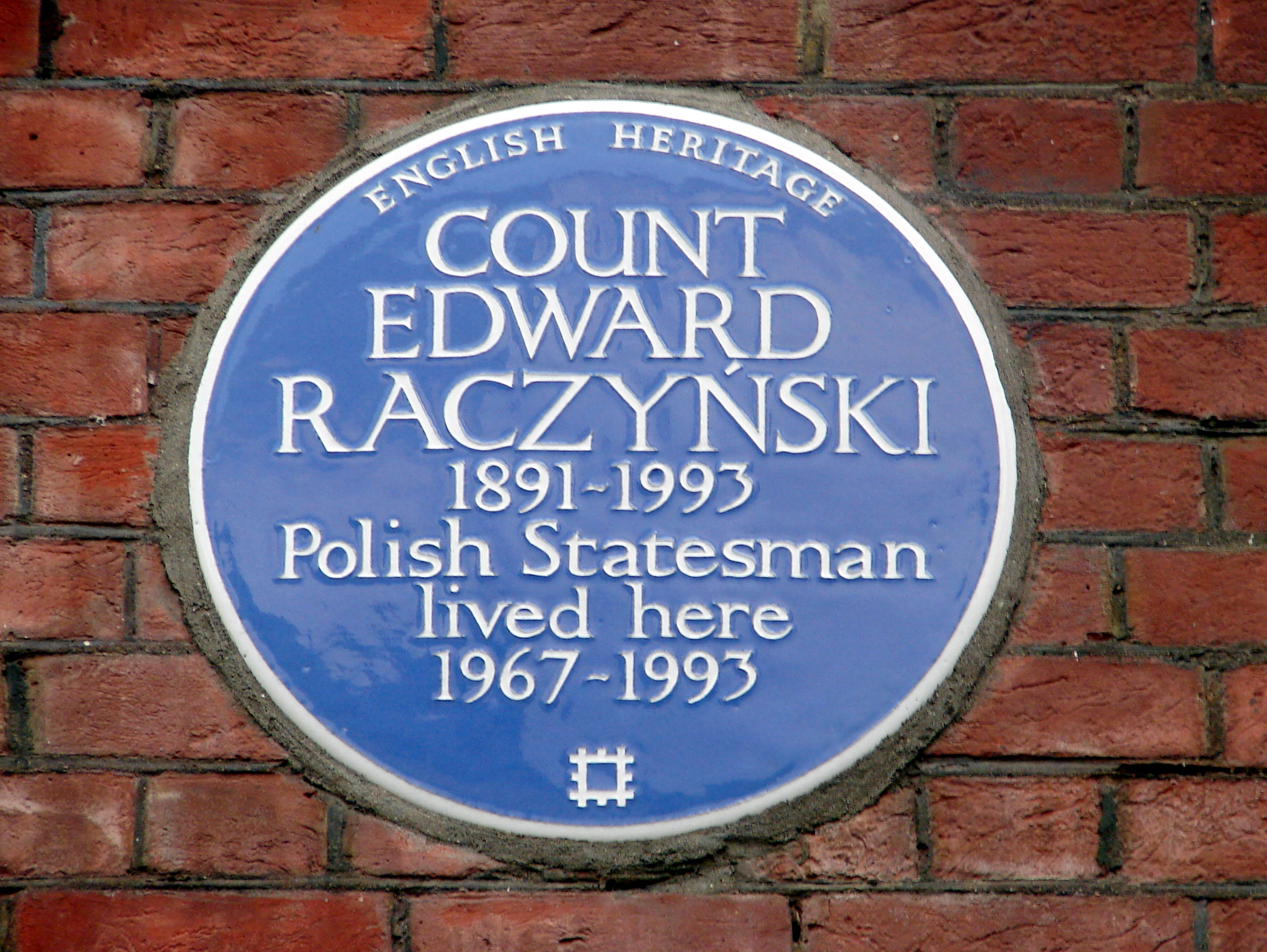
No 8 : plaque bleue.

- John Dunbar et son épouse Marianne Faithfull vivent dans un appartement à Lennox Gardens à la fin des années 1960, tout comme l'écrivaine américaine Anne Edwards et son mari Leon[5],[6].

- James Gilbey, un descendant de la famille Gilbey, est propriétaire d’un appartement à Lennox Gardens et c’est là qu’il rencontre Diana, princesse de Galles, lors de leur romance de l’été 1989[7].

## Le square dans les arts
La deuxième partie du poème de 1983 du poète américain Charles Wright, A Journal of English Days, se déroule pendant un après-midi pluvieux à Lennox Gardens, où le narrateur imagine le passeur grec des enfers, Charon, traversant la Tamise sous la pluie. La section 4 du poème décrit une promenade dans les environs immédiats des jardins de Lennox,.